# Каштанов, Сергей Анатольевич
Сергей Анатольевич Каштанов (род. 23.04.1968) — сотрудник российских органов государственной безопасности, генерал-майор.

## Биография
Сергей Анатольевич Каштанов родился в 1968 году в городе Ершове Саратовской области. После окончания средней школы в родном городе уехал в Москву, где поступил в Московский инженерно-физический институт.
В 1994 году поступил на службу в органы Федеральной службы безопасности Российской Федерации. Начинал оперуполномоченным, прошёл служебный путь до должности заместителя начальника Управления Федеральной службы безопасности Российской Федерации по Саратовской области.
В ноябре 2016 года Каштанов был назначен первым заместителем начальника Управления Федеральной службы безопасности России по Республике Башкортостан.
В июле 2019 года Каштанов был назначен начальником Управления Федеральной службы безопасности по Республике Адыгее.
В декабре 2020 года ему было присвоено очередное звание генерал-майора. 

В июле 2022 Каштанов С.А. был назначен начальником Управления Федеральной службы безопасности по республике Удмуртия.